# Lesbœufs
Lesbœufs és un municipi francès situat al departament del Somme i a la regió dels Alts de França. L'any 2007 tenia 164 habitants.

## Demografia

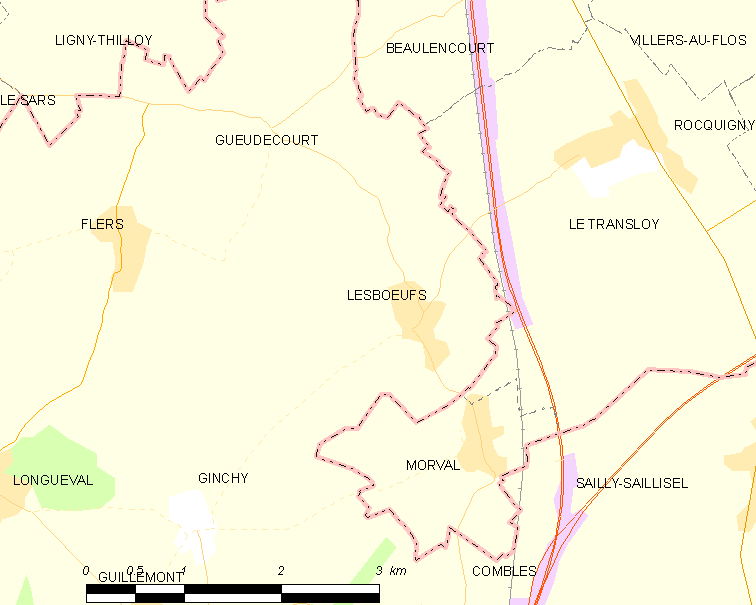
mapa del municipi

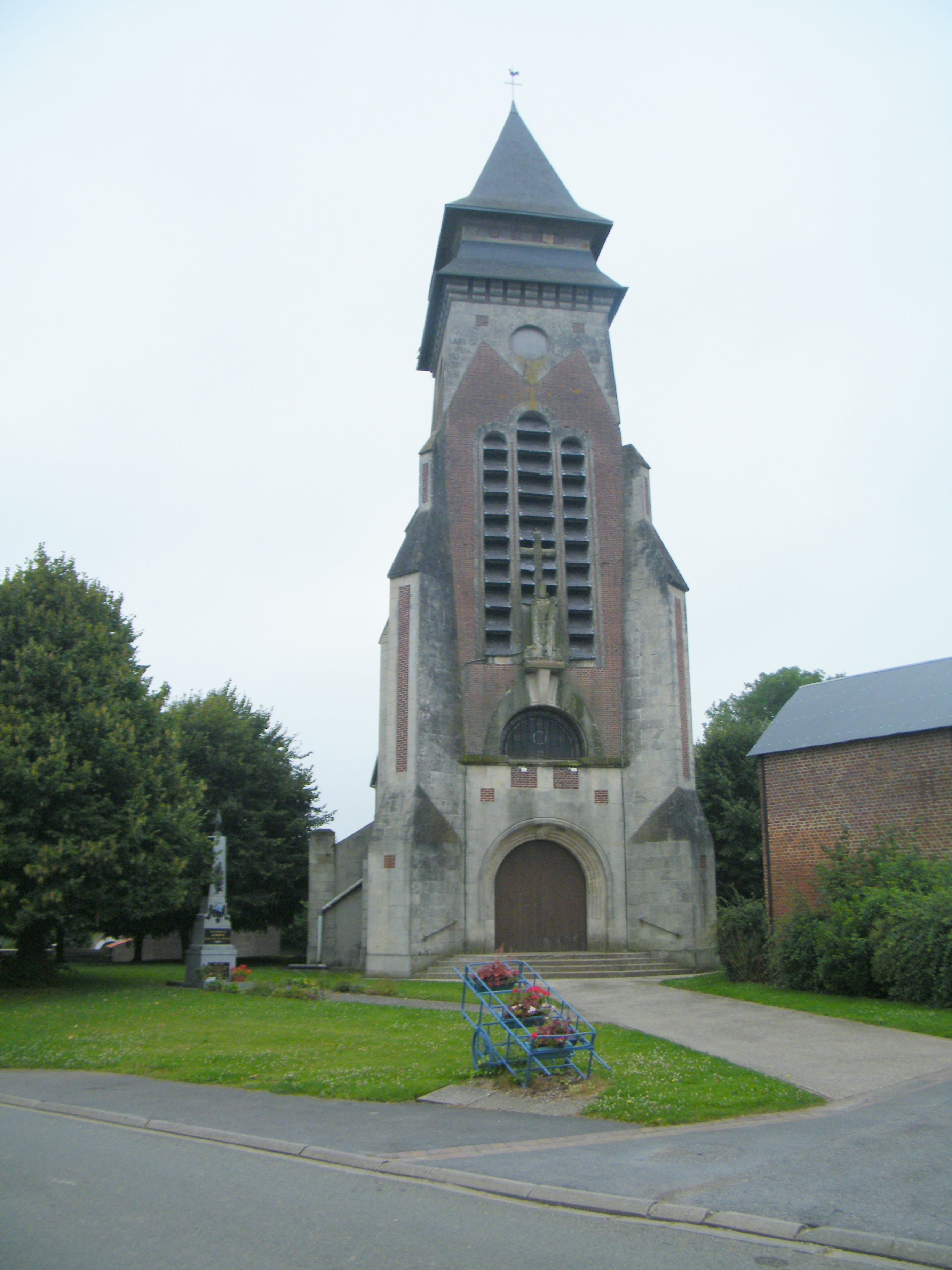
Església

### Població
El 2007 la població de fet de Lesbœufs era de 164 persones. Hi havia 64 famílies de les quals 20 eren unipersonals (8 homes vivint sols i 12 dones vivint soles), 16 parelles sense fills, 24 parelles amb fills i 4 famílies monoparentals amb fills.
La població ha evolucionat segons el següent gràfic:
Habitants censats

### Habitatges
El 2007 hi havia 67 habitatges, 62 eren l'habitatge principal de la família, 2 eren segones residències i 3 estaven desocupats. Tots els 66 habitatges eren cases. Dels 62 habitatges principals, 54 estaven ocupats pels seus propietaris, 6 estaven llogats i ocupats pels llogaters i 2 estaven cedits a títol gratuït; 3 tenien dues cambres, 11 en tenien tres, 14 en tenien quatre i 34 en tenien cinc o més. 52 habitatges disposaven pel capbaix d'una plaça de pàrquing. A 35 habitatges hi havia un automòbil i a 21 n'hi havia dos o més.

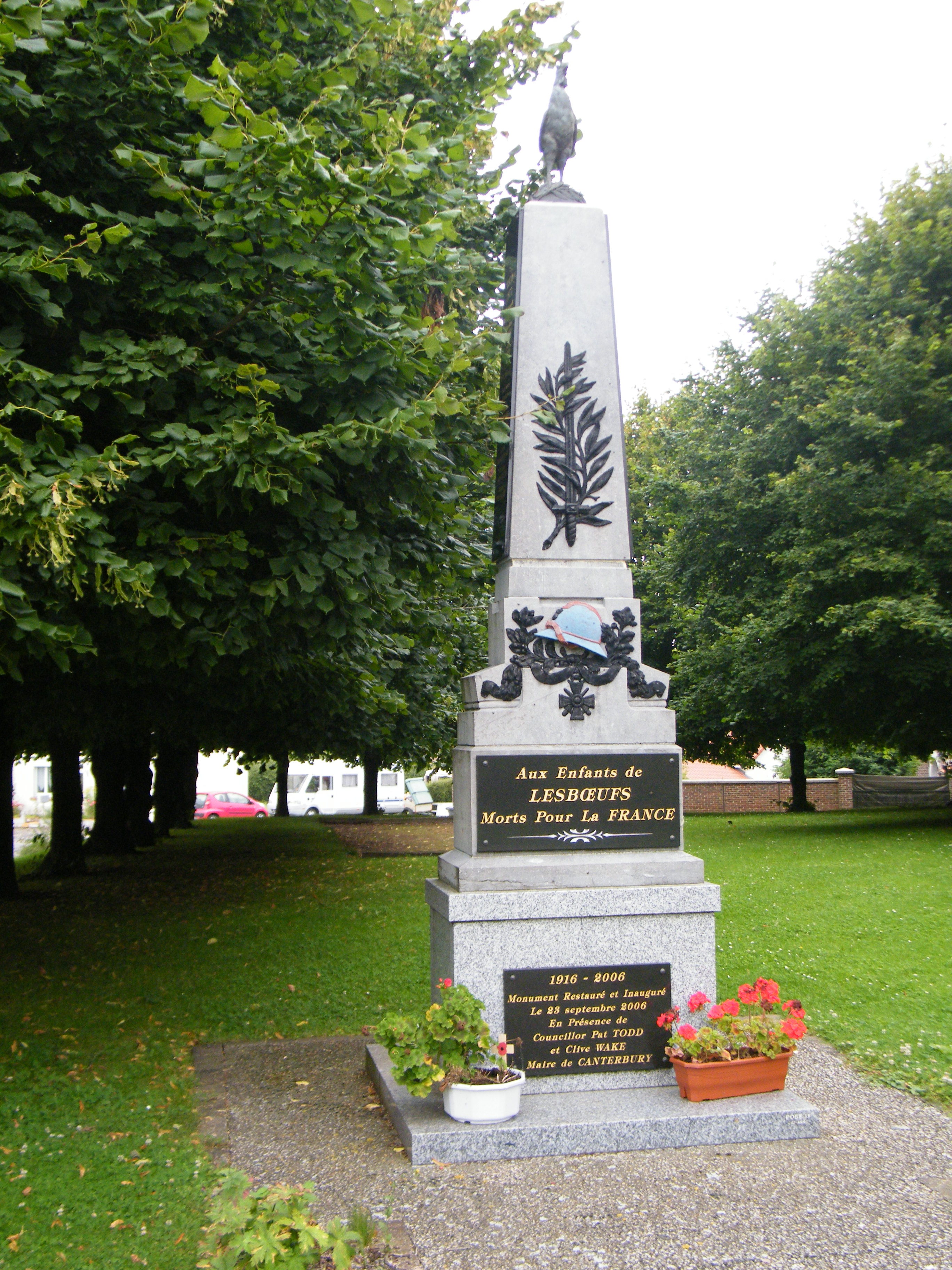
monument

### Piràmide de població
La piràmide de població per edats i sexe el 2009 era:
| Homes | Edats   | Dones |
| ----- | ------- | ----- |
| 0     | 95 o +  | 0     |
| 0     | 90 a 94 | 0     |
| 0     | 85 a 89 | 0     |
| 4     | 80 a 84 | 0     |
| 12    | 75 a 79 | 0     |
| 4     | 70 a 74 | 8     |
| 0     | 65 a 69 | 0     |
| 4     | 60 a 64 | 0     |
| 0     | 55 a 59 | 8     |
| 12    | 50 a 54 | 4     |
| 12    | 45 a 49 | 0     |
| 0     | 40 a 44 | 8     |
| 0     | 35 a 39 | 0     |
| 4     | 30 a 34 | 4     |
| 0     | 25 a 29 | 0     |
| 8     | 20 a 24 | 4     |
| 8     | 15 a 19 | 16    |
| 8     | 10 a 14 | 4     |
| 4     | 5 a 9   | 4     |
| 4     | 0 a 4   | 0     |

## Economia
El 2007 la població en edat de treballar era de 109 persones, 78 eren actives i 31 eren inactives. De les 78 persones actives 70 estaven ocupades (39 homes i 31 dones) i 8 estaven aturades (3 homes i 5 dones). De les 31 persones inactives 7 estaven jubilades, 13 estaven estudiant i 11 estaven classificades com a «altres inactius».

### Ingressos
El 2009 a Lesbœufs hi havia 64 unitats fiscals que integraven 164 persones, la mediana anual d'ingressos fiscals per persona era de 16.778 €.

### Activitats econòmiques
Dels 4 establiments que hi havia el 2007, 1 era d'una empresa de fabricació de material elèctric, 1 d'una empresa de construcció i 2 d'empreses de serveis.
L'únic servei als particulars que hi havia el 2009 era una lampisteria.
L'any 2000 a Lesbœufs hi havia 9 explotacions agrícoles que ocupaven un total de 1.116 hectàrees.

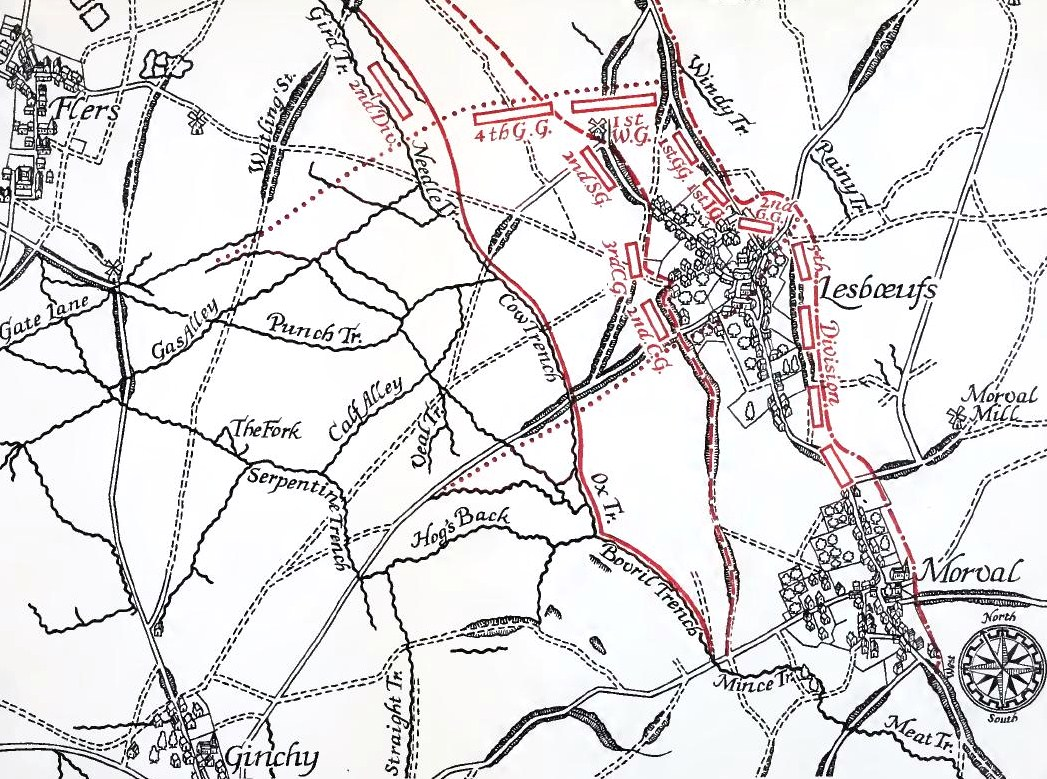

## Poblacions més properes
El següent diagrama mostra les poblacions més properes.